# Arhytinus
Arhytinus is een geslacht van kevers uit de familie van de loopkevers (Carabidae). De wetenschappelijke naam van het geslacht is voor het eerst geldig gepubliceerd in 1889 door Bates.

## Soorten
Het geslacht Arhytinus omvat de volgende soorten:
- Arhytinus angustibasis Baehr & Schmidt, 2010
- Arhytinus angustimargo Baehr, 2010
- Arhytinus atripennis Baehr, 2012
- Arhytinus baliensis Baehr, 2012
- Arhytinus bembidioides Bates, 1889
- Arhytinus borcherdingi Baehr, 2010
- Arhytinus brendelli Baehr & Schmidt, 2010
- Arhytinus celebensis Baehr, 2010
- Arhytinus circumcinctus Baehr, 2010
- Arhytinus cordicollis Baehr, 2010
- Arhytinus crenulipennis Baehr, 2010
- Arhytinus darlingtoni Baehr, 2012
- Arhytinus frater Baehr, 2010
- Arhytinus gerdi Baehr & Schmidt, 2010
- Arhytinus granum Darlington, 1952
- Arhytinus hammondi Baehr & Schmidt, 2010
- Arhytinus harpago Baehr, 2010
- Arhytinus inarmatus Baehr, 2010
- Arhytinus indicus Baehr, 2010
- Arhytinus irideus Jedlicka, 1936
- Arhytinus javanus Baehr, 2012
- Arhytinus leytensis Baehr & Schmidt, 2010
- Arhytinus lieftincki Louwerens, 1951
- Arhytinus lorenzi Baehr, 2010
- Arhytinus ludewigi Baehr, 2012
- Arhytinus major Darlington, 1952
- Arhytinus medius Darlington, 1952
- Arhytinus minimus Jedlicka, 1936
- Arhytinus minor Baehr, 2010
- Arhytinus missai Baehr, 2010
- Arhytinus moluccensis Baehr, 2010
- Arhytinus multispinosus Baehr, 2010
- Arhytinus nepalensis Baehr & Schmidt, 2010
- Arhytinus nitescens Baehr, 2010
- Arhytinus nitidipennis Baehr, 2010
- Arhytinus novaeirlandiae Baehr, 2010
- Arhytinus philippinus Jedlicka, 1936
- Arhytinus piceus Jedlicka, 1936
- Arhytinus riedeli Baehr, 2010
- Arhytinus sumatrensis Baehr, 2010
- Arhytinus taiwanensis Baehr, 2010
- Arhytinus unispinus Baehr, 2010
- Arhytinus yunnanus Baehr, 2012